# Latarnia morska Jafa
Latarnia morska Jafa jest położona w Jafie, dzielnicy Tel Awiwu w środkowej części izraelskiego wybrzeża Morza Śródziemnego.
Budynek latarni został wybudowany w 1862, jednak od 1970 jest wyłączona. Jest to walcowata betonowa wieża z latarnią i galerią u góry. Wieża jest pomalowana w białe i czerwone pasy.

## Dane techniczne
- Wysokość światła: 10 m n.p.m.

ARLHS ISR-005